# Stephenia aglaonice
Stephenia aglaonice is een vlinder uit de familie van de Nymphalidae. De wetenschappelijke naam van de soort is voor het eerst voorgesteld door John Obadiah Westwood in een publicatie uit 1881.

## Verspreiding
De soort komt voor in Angola, Zambia, Zuid-Mozambique, Zimbabwe, Oost-Botswana, Zuid-Afrika en Swaziland.

## Waardplanten
De rups leeft op soorten van de passiebloemfamilie (Passifloraceae) waaronder Adenia glauca Schinz, Passiflora edulis Sims en Passiflora incarnata L..